# Mitch Grassi
Mitchell Coby Michael Grassi (n. 24 iulie 1992, Texas, SUA) este un cântăreț și vlogger american. Mitch este unul dintre membrii fondatori și tenorul trupei Pentatonix (2011-prezent) și unul dintre vloggerii canalului Superfruit.     